# Кубок Гуаму з футболу 2018
Кубок Гуаму з футболу 2018 — 11-й розіграш кубкового футбольного турніру у Гуамі. Титул вперше здобув клуб «Банк оф Гуам Страйкерс».

## Календар
| Раунд                 | Дата             | Матчі | Клуби   |
| --------------------- | ---------------- | ----- | ------- |
| Кваліфікаційний раунд | 1-2 червня 2018  | 8     | 24 → 16 |
| 1/8 фіналу            | 8-10 червня 2018 | 8     | 16 → 8  |
| 1/4 фіналу            | 16 червня 2018   | 4     | 8 → 4   |
| 1/2 фіналу            | 23 червня 2018   | 2     | 4 → 2   |
| Фінал                 | 30 червня 2018   | 1     | 2 → 1   |

## 1/8 фіналу
| Команда 1                 | Рахунок | Команда 2                      |
| ------------------------- | ------- | ------------------------------ |
| 8 червня 2018             |         |                                |
| Банк оф Гуам Страйкерс    | 7:1     | Кволиті                        |
| Гінос                     | +:-     | Іслас де Лос Ландронес         |
| 9 червня 2018             |         |                                |
| Роверс                    | 8:0     | Банк оф Гуам Страйкерс Мастерс |
| Банк оф Гуам Страйкерс D2 | 6:0     | Сідекікс                       |
| ЛОАТ Хіт                  | 13:1    | Шип'ярд Хая                    |
| Ісландерс                 | 6:0     | Роверс Мастерс                 |
| 10 червня 2018            |         |                                |
| УОГ Тритонс               | 8:1     | Єврокар                        |
| Бомберс СК                | +:-     | Доктор Кабуб Фемілі            |

## 1/4 фіналу
| Команда 1              | Рахунок | Команда 2                 |
| ---------------------- | ------- | ------------------------- |
| 16 червня 2018         |         |                           |
| Ісландерс              | 4:2     | ЛОАТ Хіт                  |
| Банк оф Гуам Страйкерс | 20:2    | Гінос                     |
| Роверс                 | 8:0     | Банк оф Гуам Страйкерс D2 |
| Бомберс СК             | 5:1     | УОГ Тритонс               |

## 1/2 фіналу
| Команда 1              | Рахунок | Команда 2  |
| ---------------------- | ------- | ---------- |
| 23 червня 2018         |         |            |
| Роверс                 | 10:1    | Бомберс СК |
| Банк оф Гуам Страйкерс | 3:1     | Ісландерс  |

## Фінал
| Команда 1              | Рахунок | Команда 2 |
| ---------------------- | ------- | --------- |
| 30 червня 2018         |         |           |
| Банк оф Гуам Страйкерс | 5:1     | Роверс    |